# Youssuf Sylla
Youssuf Sylla (19 december 2002) is een Belgisch voetballer van Guinese afkomst die sinds 2020 uitkomt voor Zulte Waregem. Sylla is een aanvaller.

## Carrière
Sylla maakte in 2019 de overstap van de jeugdopleiding van Standard Luik naar die van Torino FC. Een jaar later haalde Zulte Waregem hem terug naar België, weliswaar eerst voor zijn beloftenelftal. Toen hij door de blessures van aanvallers Jelle Vossen en Tomáš Chorý eens mocht meetrainen met de A-kern, maakte hij indruk en mocht hij blijven. Op 16 januari 2021 maakte hij zijn profdebuut: op de twintigste competitiespeeldag van de Jupiler Pro League mocht hij tegen Waasland-Beveren (1-5-winst) in de 88e mnuut invallen voor Damien Marcq. Op de 29e speeldag kreeg hij tegen Club Brugge (3-0-verlies) een invalbeurt van ruim een halfuur, twee weken later mocht hij tegen RSC Anderlecht (4-1-verlies) zelfs starten.

## Clubstatistieken
| Seizoen         | Club            | Land            | Competitie         | Competitie | Competitie | Beker | Beker | Supercup | Supercup | Europees | Europees | Totaal | Totaal |
| Seizoen         | Club            | Land            | Competitie         | Wed.       | Dlp.       | Wed.  | Dlp.  | Wed.     | Dlp.     | Wed.     | Dlp.     | Wed.   | Dlp.   |
| --------------- | --------------- | --------------- | ------------------ | ---------- | ---------- | ----- | ----- | -------- | -------- | -------- | -------- | ------ | ------ |
| 2020/21         | Zulte Waregem   | Vlag van België | Jupiler Pro League | 3          | 0          | 0     | 0     | —        | —        | —        | —        | 3      | 0      |
| 2021/22         | Zulte Waregem   | Vlag van België | Jupiler Pro League | 0          | 0          | 0     | 0     | —        | —        | —        | —        | 0      | 0      |
| Carrière totaal | Carrière totaal | Carrière totaal | Carrière totaal    | 3          | 0          | 0     | 0     | 0        | 0        | 0        | 0        | 3      | 0      |

Bijgewerkt op 6 september 2021.